# Симо-Камагари (Хиросима)
Симо́-Камага́ри (яп. 下蒲刈町, しもかまがりちょう) — бывший посёлок в Японии, в уезде Аки в южной части префектуры Хиросима. Основан 1 января 1962 года. Занимал территорию острова Симо-Камагари. По состоянию на 2002 год население составляло 2 259 человек. 1 апреля 2003 года вошёл в состав города Куре.

## География
Симо-Камагари расположен на острове Симо-Камагари во Внутреннем Японском море. На востоке посёлка, через пролив Санносэ, находится остров Ками-Камагари. На 2 км южнее острова Симо-Камагари лежат три необитаемые острова — Хикубэ, Ками-Гуро, Симо-Гуро, которые подчиняются посёлку.
Рельеф Симо-Камагари гористый. Наивысшая точка посёлка — гора Охира (275 м) на острове Симо-Камагари.
Жилые массивы расположены в основном в северной, восточной и южной частях острова Симо-Камагари. Западный берег почти не заселён.
Центральный район посёлка — Санносэ. Он находится в восточной части острова Симо-Камагари. Этот район известен с XIII века как портовое поселение и транспортный узел на Внутреннем Японском море. В средневековье Санносэ был базой пиратов из рода Тагая, а в новое время стал морской станцией Хиросима-хана.

## История
Посёлок Симо-Камагари был основан 1 января 1962 года путём переименования деревни Симо-Камагаридзима на Симо-Камагари и надания ему статуса посёлка Японии.
В 1965 году в районе Санносэ была проведена местная система водоснабжения. В 1966 году её расширили до района Симодзима, а в 1968 году — к району О-Дзидзо. В 1974 году эта система была заменена централизованным водоснабжением благодаря пролаживанию к острову труб водопровода Акинада с острова Хонсю.
В 1967 году власти префектуры Хиросима завершили строительство автодороги по всему периметру острова Симо-Камагари. В 1973 году начал работу поселковый автобус. В 1979 году на юго-востоке Симо-Камагари был проложен туннель Осита, а в 1981 году завершилось строительство туннеля на мысе Тэндзин на северо-востоке посёлка.
В 1979 году власти префектуры Хиросима открыли мост Камагари, соединивший острова Симо-Камагари и Ками-Камагари. В 2000 году открылся новый мост Акинада, соединивший посёлок Симо-Камагари с посёлком Кавадзири уезда Тоёта на острове Хонсю.
1 апреля 2003 года Симо-Камагари был включён в состав города Куре префектуры Хиросима.

## Районы
- О-Дзидзо (яп. 大地蔵, おおじぞう, «Большой Дзидзо»)

Расположен на побережье в южной части острова Симо-Камагари.
- Ко-Дзидзо (яп. 小地蔵, こじぞう, «Малый Дзидзо»)

Расположен на побережье в юго-восточной части острова Симо-Камагари.
- Санносэ (яп. 三之瀬町, さんのせまち, «Три течения»)

Расположен в восточной части острова Симо-Камагари. Известен как портовое поселение и транспортный узел на Внутреннем Японском море с периода Хэйан (794—1185). В XVII веке Фукусима Масанори, феодал Хиросима-хана, построил в нём морскую станцию, большой причал, сторожку, ставку наместника и чайную, превратив его в политико-административный и экономико-культурный центр острова. На протяжении всего периода Эдо (1603—1867) в этом портовом поселении останавливались корейские послы, голландские капитаны и феодалы Западной Японии, направлявшиеся в сёгунскую резиденцию в городе Эдо. На востоке расположен буддийский монастырь Гуган-дзи.
- Симодзима (яп. 下島, しもじま, «Низ»)

Расположен на побережье в северо-восточной части острова Симо-Камагари.